# أندريا سكيافوني
أندريا سكيافوني (بالإيطالية: Andrea Schiavone) (25 فبراير 1993 بتورينو في إيطاليا - ) هو لاعب كرة قدم إيطالي في مركز الوسط. شارك مع منتخب إيطاليا تحت 16 سنة لكرة القدم ومنتخب إيطاليا تحت 17 سنة لكرة القدم ومنتخب إيطاليا تحت 19 سنة لكرة القدم ومنتخب إيطاليا تحت 20 سنة لكرة القدم ومنتخب إيطاليا تحت 21 سنة لكرة القدم. أما مع النوادي، فقد لعب مع نادي سيينا ونادي ليفورنو ونادي مودينا ويوفنتوس.

## روابط خارجية
- أندريا سكيافوني على موقع قاعدة بيانات كرة القدم.إي يو (الإنجليزية)
- أندريا سكيافوني على موقع Soccerway.com (الإنجليزية)
- أندريا سكيافوني على موقع AS.com (الإسبانية)